# Publius Cornelius Scipio Aemilianus Africanus
Publius Cornelius Scipio Aemilianus Africanus Minor Numantinus (Kr. e. 185 k. – Róma, Kr. e. 129) római politikus és hadvezér. Apja, Lucius Aemilius Paullus Macedonicus hódította meg Makedóniát, de az idősebb Scipio Publius nevű fia, aki Paullus nővérének gyermeke volt, ismeretlen okból örökbe fogadta a csecsemőt, aki így a Cornelia gens tagjává is vált.

## Ifjúkora
Először 17 éves korában hallunk róla, amikor elkísérte édesapját makedónai hadjáratára. Kr. e. 168-ban részt vett a püdnai csatában. Nagy valószínűséggel ekkoriban ismerte meg Polübioszt, a történetírót, akit más akháj túszokkal együtt Kr. e. 167-ben erős és befolyásos nemzetsége védelmébe vett. Polübiosszal igen szoros barátságot kötött, és minden alkalmat megragadott, hogy nevelővé fogadott barátjától eltanulja a görög irodalom és filozófia rejtelmeit. Később politikusi és katonai pályáján Polübiosz mindvégig elkísérte őt. Hasonló kitüntetett figyelmet szentelt Panaitiosz munkásságának, de honfitársai közül Lucilius és Terentius is a támogatását élvezte. Nagy barátja volt az ifjabb Laelius. Kapcsolatuk ihlette Cicero Laelius a barátságról című művét.

## Közéleti karrierjének kezdete
Kr. e. 151-ben lépett a nyilvánosság elé. Ebben az időben a római hadak sorra szenvedtek súlyosabbnál súlyosabb vereségeket Hispaniában a helyi lázadó törzsektől, ráadásul a latifundiumok térhódításának és a kisbirtokok megszűnésének köszönhetően mind kevesebb sorozható katona akadt. A kudarcok az arisztokráciát is elrettentették, így az előkelőségek sem jelentkeztek a tiszti rangokért. Nem így Scipio, aki bejelentette, hogy bármilyen rangot is kap, szolgálni fogja Rómát az Ibériai-félszigeten. Katonai tribunus lett Lucius Licinius Lucullus consul alatt, és személyes érdemeivel hamarosan elhomályosította felettese hírnevét. Párbajban félelmetes ellenfeleket terített le, elsőként hágott a várfalakra, mindeközben a lehető legnagyobb megbecsüléssel viseltetett ellenfelei irányában.
Lucullus Kr. e. 150-ben Massinissa numidiai királyhoz küldte Afrikába, hogy elefántokat kérjen a hispaniai hadműveletekhez. Az idős uralkodó nagy örömmel fogadta hajdani patrónusa, az idősebb Africanus fogadott unokáját, és szívesen bocsátotta a rendelkezésére a kért állatokat, egyúttal felkérte, hogy közvetítsen a Karthágóval vívott háborúskodásában. A tárgyalások nem vezettek eredményre, Scipio pedig kénytelen volt visszatérni a Pireneusi-félszigetre.

## Karthágó alatt
Kr. e. 149-ben még mindig tribunusi rangban Afrikába delegálták. A harmadik pun háború első római hadvezére, Manilius consul helyett is úgy tűnt: valójában Scipiónak köszönhető minden eredmény. Viselkedése és tehetsége az itteni katonák körében is nagy tetszést aratott. Amikor Kr. e. 148-ban Lucius Calpurnius Piso consul vette át a hadjárat vezetését, Scipio pedig hazatért, számos katona írt otthon maradt ismerőseinek és rokonainak. Nem csoda, hogy a közvélemény tőle várta a hadjárat diadalmas befejezését, még az egyébként szigorú, hajdan örökbefogadó apja ellen küzdő idősebb Cato is homéroszi sorokkal méltatta, amint az Polübiosztól tudjuk.
Hazatérve Scipio Aemilianus aedilisnek jelöltette magát a következő évre, de ehelyett consullá választották annak ellenére, hogy 37 éves lévén nem töltötte be az előírt kort. Kr. e. 147-ben megkezdte hadjáratát a kétségbeesetten védekező punok ellen, és Kr. e. 146 tavaszán csapatai bevették Karthágót. Állítólag Scipio megkönnyezte a szép, nagy múltú város pusztulását. Miután Africa néven provinciává szervezte a területet, hazatért, és pompás triumphust tartott.

## A politika színterén
Miután kiérdemelte az öröklött Africanus nevet, Kr. e. 142-ben Lucius Mummius kollégájaként censor lett. Ilyen minőségben Cato nyomdokain haladt, keményen harcolt a régi római erkölcsök fenntartásáért, az elharapózó luxus és erkölcstelenség ellen. Fáradozásai hiábavalónak bizonyultak, már csak azért is, mert Mummius maga is előszeretettel hódolt különféle görög és ázsiai élvezeteknek. A lustrum lezárásakor tartott magasztos imájában Scipio a megszokottól eltérően nem a res publica kiterjesztéséért, hanem hódításainak megtartásáért könyörgött, de egymaga nem tudta megfékezni kortársai Karthágó megszerzésével csak mind magasabbra csapó hódítási vágyát.
Kr. e. 139-ben Titus Claudius Asellus néptribunus megvádolta, miszerint censorsága rossz ómen volt az azt követő pestis miatt, de valószínűleg személyes indokai voltak (ti. Scipio megfosztotta lovagi rangjától). Scipiót felmentették, ekkor mondott védőbeszédei pedig sokáig emlékezetesek voltak.
A következő években keletre küldték, hogy Egyiptomban és a Közel-Keleten képviselje többedmagával a köztársaság érdekeit. A feladatot tüntetően puritán módon, mindössze 5 rabszolga kíséretében teljesítette.

## Ismét Hispania
Időközben az Ibériai-félszigeten tarthatatlanná vált a helyzet (ld. numantiai háború). Rómában belátták, hogy Scipio hadvezéri kvalitásaira lesz szükség a győzelem kivívásához, ezért távollétében másodszor is consullá választották Kr. e. 134-ben, Caius Fulvius Flaccus kollégájaként. Első intézkedései a meglazult fegyelem és rend helyreállítását szolgálták, majd hozzálátott Numantia ostromának befejezéséhez. A hősiesen védekező város Kr. e. 133-ban elesett, lakóit rabszolgának adták el, falait lerombolták. Scipio az Africanus mellé megkapta a Numantinus melléknevet is, és Kr. e. 132-ben hazatérve ismét diadalmenetet tarthatott.

## Az optimaták élén – A bukás
Míg Hispaniában harcolt, Rómát teljesen felforgatták Tiberius Gracchus reformjai és annak következményei. Gracchust végül meggyilkolták, ám ez sógorából, Scipióból nem sok együttérzést váltott ki, sőt a hadvezér fennen hangoztatta abbéli meggyőződését, hogy jogosan végeztek Gracchusszal. Ezzel és arisztokratikus viselkedésével a tömegeket elidegenítette magától, viszont komoly befolyásra tett szert az optimaták körében.
Kr. e. 129-ben javasolta, hogy a Gracchus javaslatára kialakított hármas földosztó bizottság kezéből vegye ki a senatus a szövetségesek földjei feletti hatalmat. Ezzel gyakorlatilag a bizottság minden hatalma elveszett volna. A javaslat napján Caius Papirius Carbo néptribunus kemény szavakkal ostorozta Scipiót, aki senatortársai és elvbarátai körében tért haza, majd elvonult szobájába, hogy egy beszédet írjon. Másnap reggel holtan találták.
A hír azonnal találgatásokat váltott ki a rómaiak körében, és azóta sem eldönthető, mi történt pontosan az arisztokraták vezetőjével. Egyes feltevések szerint öngyilkos lett, mások szerint természetes halállal halt meg. Sokan vélték úgy, hogy gyilkosság áldozatává vált, a gyanúsítottak között Carbo, Caius Gracchus, de még a felesége, Sempronia és anyja, Cornelia is szerepelt.

## Emlékezete
Korának ünnepelt szónoka, tehetséges hadvezére és feddhetetlen jellemű államférfija volt. A konzervatív hagyomány, például Cicero később nagy becsben tartotta őt. Emellett korának egyik legműveltebb, görög kultúrában legjártasabb embere volt, aki állítólag még Terentiusnak is besegített a színműírásba. Noha élete végén egyértelműen a változásoktól mereven elzárkózó, konzervatív csoportosulás illusztris alakja lett, még Kr. e. 139-ben is tett olyan lépéseket, melyek inkább néppárti preferenciákra utaltak. Gyermekeiről nem tudunk.

## Külső hivatkozások
- Dictionary of Greek and Roman Biography and Mythology. Szerk.: William Smith. Boston, C. Little & J. Brown, 1867.
Elérhető a Michigani Egyetem Könyvtárának honlapján: I. kötet (A–D); II. kötet (E–N); III. kötet (O–Z).

1. 1 2  Digital Prosopography of the Roman Republic (angol nyelven). (Hozzáférés: 2021. június 29.)
2. ↑  Digital Prosopography of the Roman Republic (angol nyelven). (Hozzáférés: 2021. június 10.)
3. ↑  Digital Prosopography of the Roman Republic (angol nyelven). (Hozzáférés: 2021. június 10.)